# イオン交換膜法
イオン交換膜法（いおんこうかんまくほう）またはIEM法（ion-exchange-membrane法）とは、電解法の一つで、イオン交換膜と電気分解を用いて塩化ナトリウム水溶液から水酸化ナトリウムを合成する方法である。副産物として塩素と水素が得られる。日本ではかつて水銀法と隔膜法が使われていたが、それぞれ人体に有害な水銀とアスベストを使っていたことから、水銀法は1986年6月、隔膜法は1999年8月に姿を消し、これ以後すべてイオン交換膜法となっている。

## 反応機構

塩化ナトリウムの電気分解で使われる一般的な電解槽の模式図。クリックで拡大。アノードでは塩化物イオン（Cl^{-}）は塩素（Cl_{2}）に酸化される。ナトリウムイオン（Na^{+}）は陽イオン交換膜を自由に透過するが、水酸化物イオン（OH^{-}）と塩化物イオンは透過しない。カソードでは水が水酸化物イオンと水素（H_{2}）に還元される。

陽極室（アノード側）は塩化ナトリウムの飽和水溶液で満たされ、電気分解により塩素ガスが発生する。
{\displaystyle {\ce {2Cl^{-}->Cl2\ +2{\mathit {e}}^{-}}}}
ナトリウムイオンは水を伴って陽イオン交換膜を透過し陰極室（カソード側）へ移動するが、塩化物イオンは透過しない。塩素が発生し、濃度が低くなった溶液は塩化ナトリウムを加えて再利用される。発生した塩素ガスは洗浄、脱水され製品となる。
陰極室（カソード側）は純水で満たされ電気分解により水素が発生し、ナトリウムが陽イオン交換膜を透過してくることにより水酸化ナトリウム水溶液となる。
{\displaystyle {\ce {2H2O\ +2{\mathit {e}}^{-}->H2\ +2OH^{-}}}}
生成した水素ガスと水酸化ナトリウムは排出される。陰極室では陽イオン交換膜に最適な32wt%の濃度を維持するため常時純水が供給される。
全体の反応式は次のようになる。
{\displaystyle {\ce {2NaCl\ + 2H2O -> Cl2\ + H2\ + 2NaOH}}}